# T'choupi (film)
 (mars 2025).
Si vous disposez d'ouvrages ou d'articles de référence ou si vous connaissez des sites web de qualité traitant du thème abordé ici, merci de compléter l'article en donnant les références utiles à sa vérifiabilité et en les liant à la section « Notes et références ».
Pour plus de détails, voir Fiche technique et Distribution.
T'choupi est un film d'animation franco-luxembourgo-sud-coréen réalisé par Jean-Luc François, sorti en France en 2004. 
Il s'agit d'une adaptation cinématographique des aventures de T'choupi, personnage créé par Thierry Courtin sous forme de jouets, et dont les histoires avaient été développées d'abord dans des livres pour la jeunesse. T'choupi avait fait l'objet d'une première adaptation en série télévisée d'animation par le même studio, Les Armateurs, en 1998.

## Synopsis
T'choupi s'installe dans un village en bord de mer en compagnie de son nounours Doudou. Tous deux découvrent le village et la plage, se font deux nouveaux amis, Pilou et Lalou, et profitent agréablement des activités des vacances. La famille de T'choupi s'agrandit avec la naissance de sa petite sœur Fanny. Un jour, le quotidien heureux de T'choupi et de ses amis est perturbé par les agissements d'un mystérieux voleur qui leur dérobe peu à peu leurs jouets. T'choupi doit alors mener l'enquête pour découvrir et stopper le coupable.

## Fiche technique
- Titre : T'choupi
- Réalisateur : Jean-Luc François
- Scénario : Michel Fessler, Didier Lejeune, Marie Locatelli
- Producteur : Didier Brunner
- Coproducteurs : Regis Ghezelbash, Eric Jacquot, Christophe Juban, Christopher Panzner, Stéphane Roelants
- Musique : Dominique Rossi
- Compositeur des chansons : J. P. Nataf
- Montage : Alice Boitard
- Compagnies de production : Les Armateurs, RG Prince Films, Mélusine, Téva, avec la participation de Canal+, du CNC, de Procirep, de la Région Poitou-Charentes et du Conseil général de la Charente.
- Distribution : Gebeka Films (France), LUK International S.A. (Espagne)
- Pays :  France et  Luxembourg,  Corée du Sud
- Langue : français
- Durée : 70 minutes
- Dates de sortie : 
  -  Belgique : 31 mars 2004
  -  France : 7 avril 2004
  -  Espagne: 15 mai 2004
  -  Corée du Sud: 24 juillet 2004
  -  États-Unis: 18 août 2004 sur Cartoon Network
  -  Japon: 21 octobre 2004 sur TV Tokyo
  -  Australie: 21 octobre 2004 sur Cartoon Network (Australie et Nouvelle-Zélande)
  -  Italie: 24 novembre 2004 sur Rai Movie
  -  Thaïlande: 28 octobre 2007

## Distribution

### Voix françaises
- Gwenaël Sommier : T'choupi
- Clovis Mahouden : Pilou
- Héloïse Jadoul : Lalou
- Nicole Barré : Rosa (la mère de Lalou)
- Peppino Capotondi : des déménageurs
- Jean-Luc François : Nico (le père de Lalou)
- Damien Gillard : Zarkane
- Pascal Gruselle : Léo (le père de Pilou)
- Nathalie Hugo : Anna (la mère de Pilou)
- Jean-Louis Leclercq : Jacquot le fermier
- Julie Mauclert : Fifi
- Philippe Résimont : Toine (le père)
- Pascale Salkin : Malola (la mère)
- Jean-Paul Landresse : Grand-père
- Marie-Jeanne Nyl : Grand-mère
- Thibault Sforza : Nono

### Voix originales[2]
- Billy West : T’choupi
- Alexander Gould : Pilou
- Madison Lintz : Lalou
- Sofía Vergara : Rosa
- Bob Bergen : des déménageurs
- Tom Kenny : Doudou / le pigeon
- Jason Schwartzman : Nico
- Eric Bauza : Zarkane
- Will Ferrell : Léo
- Jennifer Garner : Anna
- David Ogden Stiers : Jacquot le fermier
- Tara Strong : Fifi
- Seth Rogen : Toine
- Jennifer Lopez : Malola
- Kirk Douglas : Grand-père
- Helen Mirren : Grand-mère
- Cuba Gooding Jr. : Nono